# Relative Schutzhindernisse
Relative Schutzhindernisse sind vorrangige Kennzeichen- und sonstige Rechte Dritter, die der Rechtsbeständigkeit einer bereits eingetragenen Marke entgegenstehen. Den Gegensatz dazu stellen absolute Schutzhindernisse dar.

## Gesetzliche Grundlagen

### Löschungsanfälligkeit einer eingetragenen Marke

#### Ältere Rechte nach § 9 Markengesetz (MarkenG)
1. Gemäß § 9 Abs. 1 Nr. 1 MarkenG kann die Eintragung einer nachrangigen Marke gelöscht werden, "wenn sie mit einer angemeldeten oder eingetragenen Marke mit älterem Zeitrang identisch ist und die Waren oder Dienstleistungen, für die sie eingetragen worden ist, mit den Waren oder Dienstleistungen identisch sind, für die die Marke mit älterem Zeitrang angemeldet oder eingetragen worden ist". Das ist der am wenigsten problematische Kollisionstatbestand der Vorwegnahme durch ein älteres Markenrecht, weil dieses sowohl hinsichtlich seiner Erscheinungsform als auch hinsichtlich der zugehörigen Waren oder Dienstleistungen mit der jüngeren Marke identisch sein muss. Es handelt sich hier um den so genannten Identitätsschutz der prioritätsälteren Marke.[1]
2. Die Eintragung einer nachrangigen Marke kann gemäß § 9 Abs. 1 Nr. 2 MarkenG ferner gelöscht werden, "wenn wegen ihrer Identität oder Ähnlichkeit mit einer angemeldeten oder eingetragenen Marke mit älterem Zeitrang und der Identität oder Ähnlichkeit der durch die beiden Marken erfassten Waren oder Dienstleistungen für das Publikum die Gefahr von Verwechslungen besteht, einschließlich der Gefahr, dass die Marken gedanklich miteinander in Verbindung gebracht werden". Dieser Kollisionsfall geht über den Löschungsgrund nach Ziffer 1 wesentlich hinaus, nämlich insofern, als er bezüglich der angemeldeten oder eingetragenen Marke mit älterem Zeitrang in ihrer Erscheinungsform und hinsichtlich ihres zugehörigen Waren- oder Dienstleistungsverzeichnisses nicht nur auf Identität mit der jüngeren Marke beschränkt ist, sondern auch deren Ähnlichkeitsbereich hinsichtlich Erscheinungsform und Waren- oder Dienstleistungsverzeichnis mit erfasst, wobei auf die Gefahr von Verwechslungen abgestellt wird. Es geht hier also um den so genannten Verwechslungsschutz der prioritätsälteren Marke.[1] In diesem Kollisionsfall bedarf es einer sorgfältigen Prüfung, ob für die beteiligten Verkehrskreise die Gefahr von Verwechslungen vorliegt, wobei hier schon die Gefahr genügt, dass die beiden gegenüberstehenden Marken gedanklich miteinander in Verbindung gebracht werden.
3. Ein Löschungsgrund für eine prioritätsjüngere Marke kann schließlich gemäß § 9 Abs. 1 Nr. 3 MarkenG dann vorliegen, "wenn sie mit einer angemeldeten oder eingetragenen Marke mit älterem Zeitrang identisch oder dieser ähnlich ist und für Waren oder Dienstleistungen eingetragen worden ist, die nicht denen ähnlich sind, für die die Marke mit älterem Zeitrang angemeldet oder eingetragen worden ist, falls es sich bei der Marke mit älterem Zeitrang um eine im Inland bekannte Marke handelt und die Benutzung der eingetragenen Marke die Unterscheidungskraft oder die Wertschätzung der bekannten Marke ohne rechtfertigenden Grund in unlauterer Weise ausnutzen oder beeinträchtigen würde". Durch diese Norm wird der prioritätsälteren Marke somit Bekanntheitsschutz gewährt. Voraussetzung hierfür ist, wie der Gesetzeswortlaut deutlich macht, eine unlautere und nicht gerechtfertigte Markenausnutzung oder -beeinträchtigung einer vorrangigen bekannten Marke außerhalb ihres Produktähnlichkeitsbereichs.[1]

#### Die Einschränkung des § 9 Abs. 2 MarkenG
§ 9 Abs. 1 MarkenG spricht hinsichtlich der prioritätsälteren Marke von "einer angemeldeten oder eingetragenen Marke". Die prioritätsältere Marke muss demnach nicht unbedingt bereits im Markenregister eingetragen sein. Sie bildet vielmehr bereits dann einen Löschungsgrund für die prioritätsjüngere Marke, wenn sie sich noch im Anmeldestadium befindet. Allerdings stellt § 9 Abs. 2 MarkenG – einschränkend – klar, dass "Anmeldungen von Marken... ein Eintragungshindernis im Sinne des Abs. 1 nur" dann darstellen, wenn sie (später) als Marke auch zur Eintragung gelangen.

#### Der Löschungsgrund des § 11 MarkenG
Gemäß § 11MarkenG kann "die Eintragung einer Marke gelöscht... werden, wenn die Marke ohne die Zustimmung des Inhabers der Marke für dessen Agenten oder Vertreter eingetragen worden ist". Bei der Art der Beziehungen zwischen dem Markeninhaber und dessen Agenten oder Vertreter wird es sich in aller Regel um ein Vertragsverhältnis handeln. Zwischen der für den Agenten oder Vertreter des Markeninhabers eingetragenen (prioritätsjüngeren) und der (prioritätsälteren) Marke des Markeninhabers muss Identität bestehen, wobei an das Erfordernis der Identität allerdings keine zu strengen Anforderungen gestellt werden dürfen, um nicht eine Umgehung der Schutzvorschriften vor rechtswidrigen Agentenmarken Vorschub zu leisten.
Zwar wird eine Benutzung der dem Markeninhaber eingetragenen Marke durch dessen Agenten oder Vertreter regelmäßig im Sinne der Beziehungen zwischen den Parteien sein. Das schließt aber nicht automatisch auch die Befugnis zur Eintragung mit ein. Hierzu verlangt das Gesetz vielmehr – wie aus § 11 MarkenG hervorgeht – ausdrücklich die Zustimmung des Markeninhabers. Andernfalls ist die (identische) Marke des Agenten oder Vertreters löschungsanfällig.

#### Der Löschungsgrund des § 12 MarkenG
Gemäß § 12MarkenG kann "die Eintragung einer Marke... gelöscht werden, wenn ein anderer vor dem für den Zeitrang der eingetragenen Marke maßgeblichen Tag Rechte an einer Marke im Sinne des § 4Nr. 2 oder an einer geschäftlichen Bezeichnung im Sinne des § 5 erworben hat und diese ihn berechtigen, die Benutzung der eingetragenen Marke im gesamten Gebiet der Bundesrepublik Deutschland zu untersagen".
Bei den prioritätsälteren "Rechten an einer Marke im Sinne des § 4 Nr. 2" MarkenG handelt es sich um Marken, die nicht durch Eintragung im Markenregister, sondern durch Verkehrsgeltung innerhalb beteiligter Verkehrskreise aufgrund von Benutzung entstanden sind.
Diesen vorrangigen Rechten sind gleichgestellt prioritätsältere "Rechte an einer geschäftlichen Bezeichnung im Sinne des § 5 MarkenG, wobei es sich um Rechte an Unternehmenskennzeichen im Sinne von § 5 Abs. 2 MarkenG oder an Werktiteln im Sinne von § 5 Abs. 3 MarkenG handelt. Diese älteren Rechte müssen den Rechtsinhaber berechtigen, die Benutzung der prioritätsjüngeren eingetragenen Marke im gesamten Gebiet der Bundesrepublik Deutschland zu verbieten.

#### Der Löschungsgrund des § 13 MarkenG
Schließlich kann gemäß § 13 Abs. 1 MarkenG "die Eintragung einer Marke gelöscht werden, wenn ein anderer vor dem für den Zeitrang der eingetragenen Marke maßgeblichen Tag ein sonstiges, nicht in den §§ 9 bis 12 aufgeführtes Recht erworben hat und dieses ihn berechtigt, die Benutzung der eingetragenen Marke im gesamten Gebiet der Bundesrepublik Deutschland zu untersagen". Zu den "sonstigen Rechten" im Sinne der vorgenannten Vorschrift gehören nach dem (nicht abschließend geregelten) Rechtekatalog des § 13 Abs. 2 MarkenG insbesondere:
1. Namensrechte (§ 12BGB),
2. das Recht an der eigenen Abbildung (§ 22KunstUrhG),
3. Urheberrechte (§ 11UrhG),
4. Sortenbezeichnungen (§§ 7, 14 SortenschG[6]),
5. geographische Herkunftsangaben (§ 126MarkenG) und
6. sonstige gewerbliche Schutzrechte (z. B. nach § 38DesignG, § 11GebrMG und § 9PatG).

### Das Eintragungshindernis des § 10 MarkenG
Gemäß § 10 Abs. 1 MarkenG ist "von der Eintragung ausgeschlossen... eine Marke wenn sie mit einer im Inland im Sinne des Artikels 6bis der Pariser Verbandsübereinkunft" (PVÜ) "notorisch bekannten Marke mit älterem Zeitrang identisch oder dieser ähnlich ist und die weiteren Voraussetzungen des § 9 Abs. 1 Nr. 1, 2 oder 3 gegeben sind". Anders als in den Fällen der §§ 9 und 11 bis 13 MarkenG geht es hier nicht um die Löschungsanfälligkeit einer bereits im Markenregister eingetragenen prioritätsjüngeren Marke, sondern darum zu verhindern, dass diese überhaupt erst zur Eintragung gelangt. Der Eintragungsausschluss hängt von den folgenden Voraussetzungen ab:

#### Notorietät der prioritätsälteren Marke
Die prioritätsjüngere Marke muss mit einer notorisch bekannten Marke mit älterem Zeitrang identisch oder dieser ähnlich sein, wobei die Notorietät der prioritätsälteren Marke im Inland gegeben sein muss. Weiterhin muss die Notorietät den Voraussetzungen des Art. 6bis der PVÜ entsprechen. Das ist dann der Fall, wenn es "nach Ansicht der zuständigen Behörde des Landes der Eintragung oder des Gebrauchs" (vorliegend das Deutsche Patent- und Markenamt (DPMA)) "dort notorisch feststeht, dass" die prioritätsältere Marke "bereits einer zu den Vergünstigungen" der PVÜ "zugelassenen Person gehört und für gleiche oder gleichartige Erzeugnisse" oder Dienstleistungen "benutzt wird".

#### Voraussetzungen des § 9 Abs. 1 Nr. 1, 2 oder 3 MarkenG
Die zweite wesentliche Bedingung für das relative Schutzhindernis des § 10 Abs. 1 MarkenG ist die Erfüllung der (weiteren) Voraussetzungen des § 9 Abs. 1 Nr. 1, 2 oder 3 MarkenG. Hierzu wird auf die detaillierten Ausführungen oben unter Abschnitt 1.1.1 verwiesen.

#### Einschränkung
Gemäß § 10 Abs. 2 MarkenG findet "Absatz 1... keine Anwendung, wenn der Anmelder" der prioritätsjüngeren Marke von "dem Inhaber der notorisch bekannten Marke zur Anmeldung ermächtigt worden ist". Sinn und Zweck dieser Vorschrift ist der Schutz des Inhabers der notorisch bekannten Marke. Denn der Anmelder der prioritätsjüngeren Marke ist hierdurch verpflichtet, gegenüber dem DPMA die Ermächtigung zur Anmeldung einer mit der notorisch bekannten Marke identischen oder ähnlichen Marke nachzuweisen. Sollte die prioritätsjüngere Marke bereits zur Eintragung gelangt sein, so kann hierzu auch die nachträgliche Zustimmung des Inhabers der notorisch bekannten Marke eingeholt werden, § 51 Abs. 2 Satz 3 MarkenG.

## Durchsetzung
Um im konkreten Kollisionsfall das jeweilige relative Schutzhindernis durchzusetzen, ist in allen Fällen der §§ 9 bis 13 MarkenG – mit einer Ausnahme (siehe unten, Abschn. 2.3) – ein Tätigwerden des Inhabers der prioritätsälteren Kennzeichenrechte oder der vorrangigen sonstigen Rechte erforderlich bzw. möglich. Die hierfür zur Verfügung stehenden Maßnahmen sind zum einen der Widerspruch gemäß § 42MarkenG und zum anderen die Löschungsklage gemäß § 55 in Verbindung mit (i. V. m.) § 51MarkenG.

### Widerspruch
Gemäß § 42 Abs. 1 MarkenG kann "innerhalb einer Frist von drei Monaten nach dem Tag der Veröffentlichung der Eintragung der" prioritätsjüngeren "Marke gemäß § 41... von dem Inhaber einer Marke mit älterem Zeitrang gegen die Eintragung der" (prioritätsjüngeren) Marke Widerspruch beim DPMA erhoben werden. Nach Abs. 2 der genannten Vorschrift kann Widerspruchsgrund nur die Löschungsanfälligkeit der prioritätsjüngeren Marke sein, und zwar
1. "wegen einer angemeldeten oder eingetragenen Marke mit älterem Zeitrang nach § 9" MarkenG,
2. "wegen einer notorisch bekannten Marke mit älterem Zeitrang nach § 10 in Verbindung mit § 9" MarkenG,
3. "wegen ihrer Eintragung für einen Agenten oder Vertreter des Markeninhabers nach § 11" MarkenG oder
4. "wegen einer nicht eingetragenen Marke mit älterem Zeitrang nach § 4 Nr. 2" MarkenG "oder einer geschäftlichen Bezeichnung mit älterem Zeitrang nach § 5 in Verbindung mit § 12" MarkenG.

Die im Vorstehenden aufgeführten Widerspruchsgründe stellen einen abschließenden Katalog dar.
Widerspruchsberechtigter ist nur der Inhaber einer im Markenregister des DPMA eingetragenen oder zur Eintragung angemeldeten prioritätsälteren Marke.

### Löschungsklage
Gemäß § 51 Abs. 1 MarkenG wird "die Eintragung einer Marke... auf Klage wegen Nichtigkeit gelöscht, wenn ihr ein Recht im Sinne der §§ 9 bis 13" MarkenG "mit älterem Zeitrang entgegensteht".

#### Klagebefugnis
Zur Erhebung der – gegen den Inhaber der prioritätsjüngeren Marke zu richtenden (§ 55 Abs. 1 MarkenG) – Klage ist (bzw. sind) gemäß § 55 Abs. 2 Nr. 2 MarkenG der (bzw. die) Inhaber der in den §§ 9 bis 13 MarkenG aufgeführten vorrangigen Rechte befugt.

#### Löschungsausschluss
Die Absätze 2 bis 4 des § 51 MarkenG enthalten Tatbestände, bei deren Vorliegen eine Löschung der prioritätsjüngeren Marke ausgeschlossen ist. Das ist der Fall,
1. wenn – bei einer Kollision mit einer prioritätsälteren eingetragenen oder durch Benutzung erworbenen (§ 4Nr. 2 MarkenG) oder notorisch bekannten (§ 4 Nr. 3 MarkenG) Marke oder mit einem älteren Recht an einer geschäftlichen Bezeichnung (§ 5MarkenG) oder an einer Sortenbezeichnung (§ 13 Abs. 2 Nr. 4 MarkenG) – der Inhaber des betreffenden vorrangigen Rechts bzw. Markenrechts "die Benutzung der Marke mit jüngerem Zeitrang für die Waren oder Dienstleistungen, für die sie eingetragen ist, während eines Zeitraums von fünf aufeinanderfolgenden Jahren in Kenntnis dieser Benutzung geduldet hat, es sei denn, dass die Anmeldung der Marke mit jüngerem Zeitrang bösgläubig vorgenommen worden ist", § 51 Abs. 2 Satz 1 und 2 MarkenG. Bösgläubigkeit des Anmelders der prioritätsjüngeren Marke ist dann gegeben, wenn die Anmeldung sittenwidrig oder rechtsmissbräuchlich vorgenommen worden ist.[9]
2. "wenn der Inhaber eines der in den §§ 9 bis 13" MarkenG "genannten Rechte mit älterem Zeitrang der Eintragung der Marke vor der Stellung des Antrags auf Löschung zugestimmt hat", § 51 Abs. 2 Satz 3 MarkenG,
3. wenn – bei einer Kollision mit "einer bekannten Marke oder einer bekannten geschäftlichen Bezeichnung mit älterem Zeitrang" – "die Marke oder die geschäftliche Bezeichnung an dem für den Zeitrang der Eintragung der Marke mit jüngerem Zeitrang maßgeblichen Tag noch nicht im Sinne des § 9 Abs. 1 Nr. 3, des § 14 Abs. 2 Nr. 3 oder des § 15 Abs. 3 bekannt war", § 51 Abs. 3 MarkenG,
4. wenn – bei einer Kollision mit einer prioritätsälteren eingetragenen Marke – "die Eintragung der Marke mit älterem Zeitrang am Tag der Veröffentlichung der Eintragung der Marke mit jüngerem Zeitrang" wegen Verfalls nach § 49MarkenG oder wegen absoluter Schutzhindernisse nach § 50MarkenG hätte gelöscht werden können, § 51 Abs. 4 MarkenG.

### Ausnahme
Der Fall der notorisch bekannten Marke im Sinne von § 10 Abs. 1 MarkenG (siehe hierzu die obigen Ausführungen, Abschn. 1.2.1) stellt insofern eine Ausnahme dar, als ihr Inhaber nicht tätig zu werden braucht, um die Manifestierung eines prioritätsjüngeren identischen oder ähnlichen Markenrechts  zu verhindern. Vielmehr wird hier diese Aufgabe vom DPMA übernommen, nämlich dahingehend, dass dieses – bereits im Anmeldeverfahren – eine Eintragung als Marke im Markenregister von vornherein verweigert. Denn § 10 Abs. 1 MarkenG sagt ausdrücklich, dass in dem in Rede stehenden Kollisionsfall eine Eintragung der prioritätsjüngeren Marke "ausgeschlossen" ist. Die genannte Vorschrift verlangt hierfür allerdings, dass "die weiteren Voraussetzungen des § 9 Abs. 1 Nr. 1, 2 oder 3 " (MarkenG) "gegeben sind" (siehe oben, Abschn. 1.2.2). Obwohl es sich bei der Notorietät einer Marke um ein relatives Schutzhindernis handelt, berücksichtigt das DPMA also im vorliegenden Ausnahmefall von Amts wegen die Notorietät der rangälteren Marke als Eintragungshindernis im Sinne von § 37 Abs. 4 MarkenG. Freilich kann (und darf) ein solches Tätigwerden des DPMA nur dann erfolgen, wenn die Notorietät der rangälteren Marke amtsbekannt ist, § 37 Abs. 4, 1. Halbsatz MarkenG.
§ 10 Abs. 2 MarkenG stellt jedoch klar, dass eine Eintragungsverweigerung seitens des DPMA dann nicht erfolgen kann, "wenn der Anmelder" (der rangjüngeren Marke) "von dem Inhaber der notorisch bekannten Marke zur Anmeldung ermächtigt worden ist".